# Dan Blocker
Dan Blocker (De Kalb (Texas), 10 december 1928 – Los Angeles (Californië), 13 mei 1972) was een Amerikaanse acteur die wereldfaam verwierf met de rol van Eric 'Hoss' Cartwright in de western tv-serie Bonanza. 
Hij was Koreaanse Oorlog veteraan en docent drama in onder anderen Sonora.
In 1955 begon zijn acteercarrière en hij werd bekend in 1957 door Outer Space Jitters, een film met de Three Stooges. Hij mocht ondertussen ook 2 afleveringen meedoen in Gunsmoke. Ook in Wagon Train had hij een rolletje. Hij werkte samen met Chuck Connors, George Montgomery, Audrey Totter, Linda Darnell en David Janssen en werd daarna wereldberoemd door zijn rol in Bonanza.
Hij was gehuwd met Dolphia Parker en ze kregen vier kinderen. David, inmiddels filmregisseur en Dirk, inmiddels acteur en tweelingzusjes Danna Lynn en Debra Lee. Ze woonden in een groot herenhuis met landgoed in Inglewood en hadden Nat King Cole als buurman.
In mei 1972 onderging hij in een ziekenhuis in Los Angeles een operatie aan de galblaas en kreeg vervolgens een longembolie, waaraan hij op 43-jarige leeftijd overleed. Door zijn plotselinge overlijden was het snel gedaan met de serie Bonanza, die liep van 1959 tot 1973. Hij werd begraven in zijn geboorteplaats De Kalb.
In Malibu is er een stadsdeel naar hem vernoemd (Malibu Beach) en in Henderson een straat.

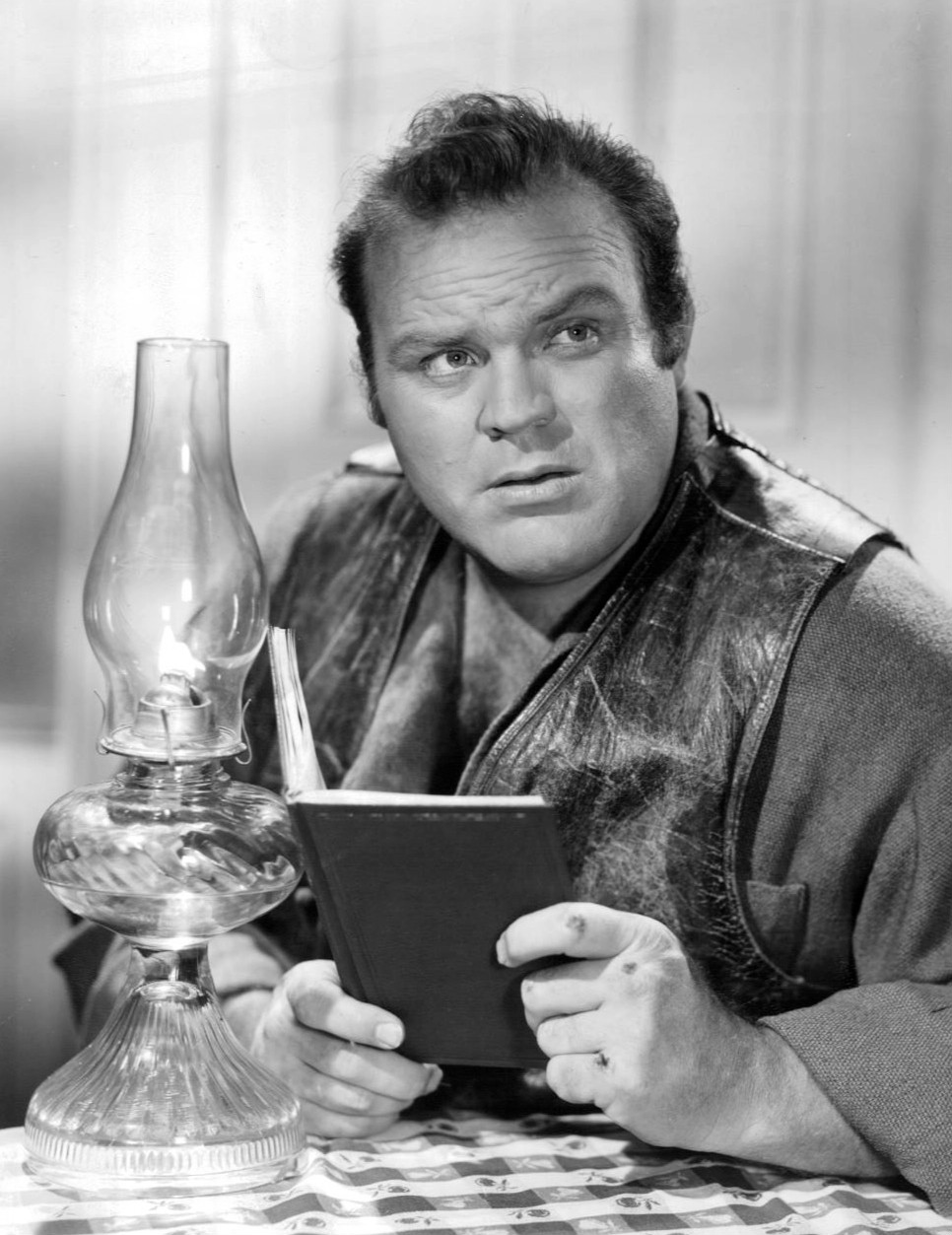
Dan Blocker in 1959

## Filmografie
- 1955: Hook a Crook
- 1957: Black Patch: Blacksmith
- 1957: The Girl in Black Stockings: Mike, the Bartender
- 1957: Gunsight Ridge: Bartender
- 1957: Outer Space Jitters: Prehistoric Zombie
- 1958: Cimarron City (televisieserie): Tiny Carl Budinger (1958-1960)
- 1959: The Young Captives: Oil field roughneck
- 1959: Bonanza (televisieserie): Eric "Hoss" Cartwright (1959-1972)
- 1963: Come Blow Your Horn: Mr. Eckman
- 1968: Lady in Cement: Waldo Gronsky
- 1968: Something for a Lonely Man (TV): John Killibrew
- 1970: The Cockeyed Cowboys of Calico County: Charley

- Biblioteca Nacional de España: XX5372631
- Bibliothèque nationale de France: cb14156720x (data)
- Gemeinsame Normdatei: 134830393
- International Standard Name Identifier: 0000 0000 5519 0527
- Library of Congress Control Number: no92027228
- MusicBrainz: d57bb851-1351-4a40-b5f1-41e93e7e7399
- National Archives and Records Administration: 10573479
- Nederlandse Thesaurus van Auteursnamen: 254918727
- SNAC: w6vq49x5
- Virtual International Authority File: 64215080
- WorldCat: E39PBJtrRH3PgvP3jvHwqqRxjC